# Papa Little

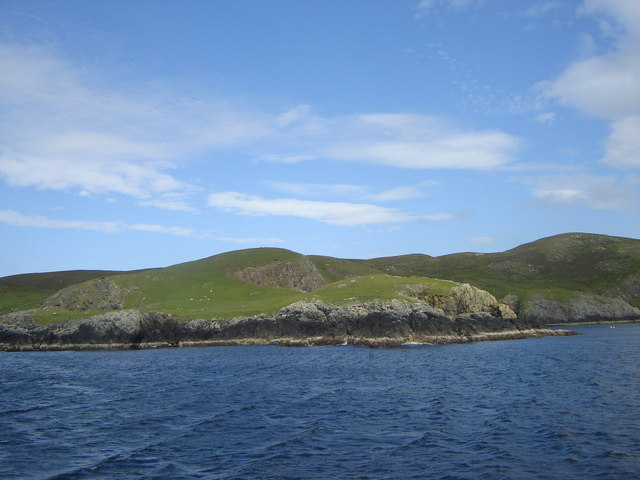
Blick von Westen auf die Insel

Papa Little ist eine Insel, die im Nordwesten der zu Schottland zählenden Shetlands liegt.

## Geographie
Papa Little liegt im Norden der Bucht Aith Voe, einem östlichen Ausläufer der St Magnus Bay. Auf der Insel gibt es zwei Berge, die jeweils 82 Meter hoch sind. Diese sind der North Ward und der South Ward. Die Größe von Papa Little umfasst 226 Hektar. Auf der Oberfläche ist verbreitet Torf zu finden.
Weitere Inseln in der Nähe sind Muckle Roe im Nordwesten, Vementry im Südwesten und Linga im Osten.

## Historisches
Auf der Insel hatten, bis in die 1840er Jahre, Menschen gelebt. Zum Schluss wurde von elf von ihnen berichtet. Im Rahmen der historischen Gliederung Schottlands in Civil Parishes zählt Papa Little zu Sandsting.